# Партия союза (Фарерские острова)

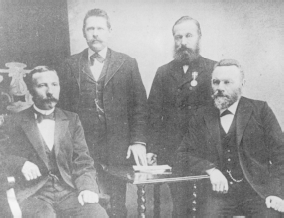

Партия союза (фар. Sambandsflokkurin) — правоцентристская политическая партия на Фарерских островах, придерживающаяся консервативно-либеральных взглядов. Поддерживает идеологию аграризма и выступает за сохранение Фарерских островов в составе Дании. В общедатской политике традиционно поддерживает право-либеральную партию Венстре.
Одна из двух наиболее старых партий страны, созданная в 1906 году и в первые десятилетия конкурировавшая за власть с Партией самоуправления, поддерживавшей расширение автономии Фарер. С получением островами автономии в 1948 году стала одной из четырёх крупнейших партий страны, её представители неоднократно занимали пост премьер-министра (Андрасс Самуэльсен в 1948—1950, Кристиан Джурхуус в 1950—1959 и 1968—1970, Паули Эдлефсен в 1981—1985, Эдмунд Йоэнсен в 1994—1998 и Кай Лео Йоханнесен в 2008—2015). Однако на выборах в лёгтинг в 2015 году Партия союза получила лишь 6 мандатов из 33, заняв по числу голосов избирателей только четвёртое место, и вынуждена была перейти в оппозицию. Одновременно на выборах в датский фолькетинг Партия союза потеряла единственного представителя, которого имела в нём с 2007 года.